# قشة أسود الذيل
القِشّة أسود الذيل (بالإنجليزية: Mico melanurus)‏ وهو نوع من سعادين العالم الجديد يوجد في وسط أمريكا الجنوبية، حيث يتمركز في جنوب وسط الأمازون في البرازيل (ماتو جروسو، روندونيا)، جنوبًا عبر سهل بانتانال وشرق بوليفيا، إلى غابات تشاكو في أقصى شمال الباراغواي. هو من جنس الميكو الذي يستوطن أقصى الجنوب والوحيد الذي يوجد في معظم مداها خارج نطاق الأمازون.
القشة أسود الذيل لونه بني داكن مع أذرع خلفية شاحبة وذيل أسود. وعلى عكس معظم أقاربه، فإن له فرو أبيض أو أصفر مُذهل يمتد أسفل فخذه. مع آذان عارية ولونه لحميّ وتبرز من الفراء. يصل طوله من 18 إلى 28 سم ويصل وزنه مابين 300 حتي 400 غرام.
القشة سوداء الذيل هو قرد نهاريّ وشجريّ، يستخدم مخالبه لتسلق الأشجار. كما يقضي الليل في أجوف الأشجار أو في نباتات المتقاربة جدًا. يعيشون معًا في مجموعات صغيرة ويميزون أراضيهم بإفراز الغدد ذات الرائحة، ويطردون المُتطفلين من خلال الصراخ والعويل أو عن طريق تعبيرات الوجه، بما في ذلك الحواجب السفلية والشفاه المشمولة بالتعبيرات التي ترمز لدفاع عن انفسهم.
يتألف نظام غذاء قرود القشة سوداء الذيل في الغالب من عصارة الأشجار. وإلى حد أقل، ويأكلون بيض الطيور والفواكه والحشرات والفقاريات الصغيرة.
بعد فترة حمل لهذه القرود والتي تصل مدتها إلى 145 يومًا تحمل الأنثى نسلين (أو نادراً ما ثلاثة). كما هو الحال بالنسبة للعديد من قرود جميلة الشعر الأخرى، ويشارك الأب وأعضاء المجموعة الآخرين في تربية الأبناء. في غضون ستة أشهر، تفطم بعد بلوغ مرحلة النضج الكامل أي بعد حوالي عامين من العمر.
القشة أسود الذيل لديه مجموعة واسعة وقابلة للتكيف نسبيًا، ولا توجد تهديدات معروفة. يسرد الاتحاد الدولي لحفظ الطبيعة هذا النوع على أنهُ «الأقل قلقًا».